# Reinaldo Navia
Reinaldo Navia, född 10 maj 1978 i Quilpué utanför Valparaíso, är en chilensk före detta fotbollsspelare.

## Karriär

### Santiago Wanderers
Navia började sin professionella karriär som fotbollsspelare i Santiago Wanderers hemma i Valparaíso. Dessförinnan hade han spelat i lagets ungdomslag. Under sina totalt 4 år i Santiago Wanderers hann chilenaren med att göra 42 mål på 96 matcher. Han var också en del av laget då man vann den chilenska högstaligan 2001.

### Mexiko
2001 flyttade Navia till Mexiko och den mexikanska klubben Tecos inför vårsäsongen. Han började genast göra mål för sin nya klubb och när vårsäsongen var till ända hade Navia gjort 9 mål på 19 matcher. Slutligen blev det 31 mål på 60 matcher för chilenaren.
Efter den korta tiden i UAG Tecos var det åter dags för Navia att flytta. Hans nya adress blev Morelia. Navia stannade i Morelia i 1 år. Han hade väckt starkt intresse hos storklubben América.
2004 skrev Navia på för Club América.

## Landslaget
Navia debuterade för Chile 1999 och bara ett år senare deltog han i OS i Sydney 2000. Chile kom trea i turneringen.
Sedan debuten 1999 har Navia spelat 40 landskamper och gjort 10 mål.